# Patsy Willard
Patsy Willard (n. 18 mai 1941, Phoenix, Arizona, SUA) este o săritoare în apă ce a reprezentat Statele Unite ale Americii, medaliată olimpică. A participat la 2 ediții ale Jocurilor Olimpice (1960, 1964) în care a câștigat o medalie de bronz.